# درو بارهام
درو بارهام (بالإنجليزية: Drew Barham)‏ هو لاعب كرة قدم ولاعب كرة سلة أمريكي، ولد في 29 ديسمبر 1989 في ممفيس في الولايات المتحدة. لعب مع Memphis Tigers ‏.

## وصلات خارجية
- درو بارهام على موقع كرة السلة الأوروبية.كوم (الإنجليزية)
- درو بارهام على موقع كلية كرة السلة في سبورتس رفرنس.كوم (الإنجليزية)
- درو بارهام على موقع ريلجم (الإنجليزية)
- درو بارهام على موقع بروبوليرز (الإنجليزية)
- درو بارهام على موقع سبورتس رفرنس (الإنجليزية)